# Rasht Airport
Rasht Airport (persiska: Forūdgāh-e Rasht) är en flygplats i Iran.   Den ligger i provinsen Gilan, i den nordvästra delen av landet, 240 km nordväst om huvudstaden Teheran.
Terrängen runt Rasht Airport är platt. Runt Rasht Airport är det tätbefolkat, med 659 invånare per kvadratkilometer. Närmaste större samhälle är Rasht, 5,7 km söder om Rasht Airport. Runt Rasht Airport är det i huvudsak tätbebyggt.